# Twee meisjes als de heiligen Agnes en Dorothea
Twee meisjes als de heiligen Agnes en Dorothea is een schilderij van de 17e-eeuwse kunstenares Michaelina Wautier. Het schilderij behoort tot de collectie van het Koninklijk Museum voor Schone Kunsten Antwerpen.

## Beschrijving
Het schilderij werd voorheen toegeschreven aan Jacob van Oost de Oude en aan Thomas Willeboirts Bosschaert. Tegenwoordig wordt het toegeschreven aan Michaelina Wautier.
Het dubbelportret toont de heiligen Agnes en Dorothea van Cappadocië als kinderen. In de portretkunst kijken de modellen meestal de toeschouwer aan of maken ze oogcontact met een andere figuur. Dit is hier echter niet het geval. De twee meisjes wenden hun blik eerder wat af, wat zorgt voor een intieme sfeer. Het meisje dat rechts staat, draagt een gewaad dat geïnspireerd is op oriëntaalse kleding. Ze streelt een lammetje, het symbool van de heilige martelares Agnes (Agnus betekent lam in Latijn). Het meisje dat links staat, draagt een jurk en parelsieraden die aansluiten op de mode van midden 17e eeuw. Ook haar kapsel, met kapje op het hoofd sluit aan bij deze tijdsperiode. Ze houdt een palmtak in haar hand. De tak staat symbool voor de christelijke martelaren en de triomf van hun onwankelbare geloof. De twee meisjes staan bij een tafeltje met daarop een mandje met appelen en rozen. De mand verwijst naar de legende waarbij Dorothea aan een ongelovige voorspelde dat hij na haar martelaarsdood een korf met appels en bloemen uit het hemelse paradijs zou krijgen.

## Portrait historié
Het schilderij is een portrait historié, wat inhoudt dat de geportretteerde wordt afgebeeld als een historische of allegorische figuur. Het is aannemelijk dat de keuze voor deze specifieke heiligen samenhing met de doopnamen van de geportretteerde meisjes. Tot op heden is hun identiteit onbekend. Aangezien Wautier in Brussel werkte, is de kans groot dat de meisjes tot een welgestelde familie van deze stad behoorden.